# Linse (anatomi)
 Der er for få eller ingen kildehenvisninger i denne artikel, hvilket er et problem. Du kan hjælpe ved at angive troværdige kilder til de påstande, som fremføres i artiklen.

 For alternative betydninger, se Linse. (Se også artikler, som begynder med Linse)
Linsen er en gennemsigtig, bikonveks struktur i øjet, der sammen med hornhinden bryder lyset, der fokuseres på nethinden. Linsen er placeret bag regnbuehinden og foran glaslegemet, og holdes på plads af fine zonulatråde. Ved at forandre form kan linsen ændre øjets fokallængde, så det kan fokusere over forskellige afstande; derved kan der dannes et klart billede på nethinden af den genstand, øjet er rettet imod. Linsens tilpasning kaldes akkommodation og svarer til, når et kamera fokuserer ved at bevæge sine linser. Linsens tilpasningsevne aftager med alderen, i takt med at linsen mister sin elasticitet. Dette kan gøre det nødvendigt at bruge briller.